# Bossonnens
Bossonnens (Freiburger Patois Bossouninⓘ) ist eine politische Gemeinde im Bezirk Veveyse (deutsch Vivisbach) des Kantons Freiburg in der Schweiz. Der ehemalige deutsche Name Bossum wird heute nicht mehr verwendet.

## Geographie
Bossonens liegt ganz im Süden des Kantons Freiburg an der Grenze zum Kanton Waadt. Die angrenzenden Gemeinden sind Granges (Veveyse) und Attalens auf Freiburger Seite sowie Oron auf waadtländischer Seite.
- Höchster Punkt: 802 m
- Tiefster Punkt: 654 m

## Bevölkerung
Mit einem Stand von 1041 Einwohnern im Jahr 2000 ist die Bevölkerung mehrheitlich römisch-katholisch (66,1 %) und französischsprechend (89,5 %). 19,9 % der Einwohner sind protestantisch.
Einwohnerzahlen: Volkszählungsdaten

## Regierung
Eine Gemeindeversammlung findet mehrmals jährlich statt und bildet die Legislative. Ein Gemeinderat von 7 Personen bildet die Exekutive.

## Wirtschaft
Zwei Drittel der erwerbstätigen Personen arbeiten im Dienstleistungssektor. Knapp ein weiterer Drittel ist im Industriegewerbe tätig. Weniger als fünf Prozent beschäftigt die Landwirtschaft.

## Verkehr
Bossonnens liegt an der Hauptstrasse 151, die von Châtel-St-Denis nach Oron-la-Ville führt. In Bossonens zweigt die Hauptstrasse 193 ab, die über Attalens Richtung Vevey führt.
Bossonnens hat einen Bahnhof an der Bahnlinie, die von Palézieux über Châtel-St-Denis nach Bulle führt. Er wird von den S-Bahn-Linien S50 und S51 bedient. Ab dem Bahnhof verkehrt eine Buslinie der Transports public Vevey-Montreux-Chillon-Villeneuve über Attalens nach Vevey, Von Montag bis Freitag verkehren zwei Buslinien der Transports publics Fribourgeois, die die Linien zwischen Châtel-St-Denis und Palézieux bzw. ab Bossonnens via Attalens nach Palézieux bedienen.

## Geschichte
Die ersten Siedlungsspuren sind Höhlen, die in erratische Blöcke gemeisselt wurden. Im Jahr 1829 wurde eine römische Villa mit unterirdischen Bädern entdeckt. Das Gebäude wurde im 1. Jahrhundert erbaut und um 260 zerstört. Es scheint, dass sich um diese Zeit die ersten Alemannen in der Region angesiedelt haben. Es sind auch die Alemannen, die dem Ort seinen Namen gegeben haben. Unter der Form Bucenens wird der Ortsname zum ersten Mal um das Jahr 1000 (zwischen 971 und 1011) erwähnt.
In der zweiten Hälfte des 12. Jahrhunderts wurde das Schloss Bossonnens durch die Familie Blonay erbaut. Die Blütezeit des Schlosses Bossonnens währte nur kurz, und schon 1536 wurde das Gut von der Stadt Freiburg übernommen. Heute ist das Schloss eine Ruine und Bossonnens ein Dorf im Hinterland der Stadt Vevey.